# Schahriar Bigdeli
Schahriar Bigdeli (* 26. März 1980 in Grevenbroich) ist ein deutscher Weitspringer. Aktuell arbeitet er als Leiter des Athletikbereichs beim Fußball-Bundesligisten Eintracht Frankfurt.

## Karriere
Bigdeli wurde viermal Deutscher Meister im Weitsprung, dreimal im Freien (2001, 2002 und 2004) sowie einmal in der Halle (2003). Zu seinen größten internationalen Erfolgen zählen sein siebter Platz bei den Juniorenweltmeisterschaften 1998 in Annecy und der Gewinn der Bronzemedaille bei den U23-Europameisterschaften 2001 in Amsterdam. Darüber hinaus nahm er an den Weltmeisterschaften 2001 in Edmonton und an den Europameisterschaften 2002 in München teil.
Ab 1997 startete Bigdeli für die Leichtathletikabteilung des TSV Bayer 04 Leverkusen, bevor er Ende 2010 zum ART Düsseldorf wechselte, um dort unter Ralf Jaros zu trainieren. Daneben war er von 2008 bis 2010 beim Fußballverein Rot-Weiß Oberhausen als Fitnesstrainer tätig. Schahriar Bigdeli ist 1,84 m groß und hat ein Wettkampfgewicht von 74 kg.
Seit 2011 arbeitet Bigdeli als Athletiktrainer für die Lizenzmannschaft von Bayer 04 Leverkusen.

## Bestleistungen
- Weitsprung: 8,15 m, 26. August 2001, Leverkusen
- Halle: 8,00 m, 23. Februar 2003, Leipzig
- Zehnkampf: 7494 Punkte, 27./28. August 2005, Lage
- Deutscher B-Jugend-Rekordhalter in der Halle mit 7,54 m und Freiluft mit 7,77 m